# Peter Duckart
Peter Duckart (* 1895 in Landau, Ukraine; † 1921 im Odessa-Gebiet, Ukraine) war ein deutsch-russischer römisch-katholischer Geistlicher und Märtyrer. 

## Leben
Peter Duckart stammte aus einer schwarzmeerdeutschen Familie im Bistum Tiraspol. Er studierte Theologie am Priesterseminar Saratow, wurde 1918 zum Priester geweiht und wirkte als Seelsorger in Landau. 1921 wurde er zusammen mit 270 Teilnehmern eines Aufstands verhaftet, zum Tode verurteilt und erschossen.

## Gedenken
Die Römisch-katholische Kirche in Deutschland nahm Pfarrer Peter Duckart als Märtyrer in das deutsche Martyrologium des 20. Jahrhunderts auf.